# نوبویوکی اوئورا
نوبویوکی اوئورا (انگلیسی: Nobuyuki Ōura؛ زادهٔ ۱۰ ژانویهٔ ۱۹۴۹) نقاش، کارگردان فیلم، و فیلم‌ساز اهل ژاپن است.